# Vrachonisís Disáki
Vrachonisís Disáki är en ö i Grekland.   Den ligger i regionen Attika, i den sydöstra delen av landet, 90 km söder om huvudstaden Aten.